# Gran Premi de Las Vegas del 1982
Resultats del Gran Premi de Las Vegas de Fórmula 1 de la temporada 1982, disputat al circuit de Las Vegas, que es trobava als aparcaments de l'hotel Caesar's Palace de Las Vegas el 25 de setembre del 1982.

## Resultats
| Pos | No | Pilot              | Equip             | Voltes | Temps/ Retirada  | Pos. de sortida | Punts |
| --- | -- | ------------------ | ----------------- | ------ | ---------------- | --------------- | ----- |
| 1   | 3  | Michele Alboreto   | Tyrrell - Ford    | 75     | 1h 41' 57. 1     | 3               | 9     |
| 2   | 7  | John Watson        | McLaren - Ford    | 75     | + 27.292 s       | 9               | 6     |
| 3   | 25 | Eddie Cheever      | Ligier - Matra    | 75     | + 56.45 s        | 4               | 4     |
| 4   | 15 | Alain Prost        | Renault           | 75     | + 1' 08.648 min. | 1               | 3     |
| 5   | 6  | Keke Rosberg       | Williams - Ford   | 75     | + 1' 11.375 min. | 6               | 2     |
| 6   | 5  | Derek Daly         | Williams - Ford   | 74     | + 1 Volta        | 14              | 1     |
| 7   | 29 | Marc Surer         | Arrows - Ford     | 74     | + 1 Volta        | 17              |       |
| 8   | 4  | Brian Henton       | Tyrrell - Ford    | 74     | + 1 Volta        | 19              |       |
| 9   | 22 | Andrea de Cesaris  | Alfa Romeo        | 73     | + 2 Voltes       | 18              |       |
| 10  | 23 | Bruno Giacomelli   | Alfa Romeo        | 73     | + 2 Voltes       | 16              |       |
| 11  | 30 | Mauro Baldi        | Arrows - Ford     | 73     | + 2 Voltes       | 23              |       |
| 12  | 17 | Rupert Keegan      | March - Ford      | 73     | + 2 Voltes       | 25              |       |
| 13  | 18 | Raul Boesel        | March - Ford      | 69     | + 6 Voltes       | 24              |       |
| NC  | 9  | Manfred Winkelhock | ATS - Ford        | 62     | No classificat   | 22              |       |
| Ret | 8  | Niki Lauda         | McLaren - Ford    | 53     | Motor            | 13              |       |
| Ret | 33 | Tommy Byrne        | Theodore - Ford   | 39     | Accident         | 26              |       |
| Ret | 35 | Derek Warwick      | Toleman - Hart    | 32     | Encesa           | 10              |       |
| Ret | 11 | Elio de Angelis    | Lotus - Ford      | 28     | Motor            | 20              |       |
| Ret | 28 | Mario Andretti     | Ferrari           | 26     | Accident         | 7               |       |
| Ret | 1  | Nelson Piquet      | Brabham - BMW     | 26     | Motor            | 12              |       |
| Ret | 16 | René Arnoux        | Renault           | 20     | Motor            | 2               |       |
| Ret | 2  | Riccardo Patrese   | Brabham - BMW     | 17     | Embragatge       | 5               |       |
| Ret | 12 | Nigel Mansell      | Lotus - Ford      | 8      | Accident         | 21              |       |
| Ret | 26 | Jacques Laffite    | Ligier - Matra    | 5      | Encesa           | 11              |       |
| NVS | 27 | Patrick Tambay     | Ferrari           | 0      | No va participar | 8               |       |
| NVS | 14 | Roberto Guerrero   | Ensign - Ford     | 0      | No va participar | 15              |       |
| NVQ | 36 | Teo Fabi           | Toleman - Hart    |        |                  |                 |       |
| NVQ | 10 | Eliseo Salazar     | ATS - Ford        |        |                  |                 |       |
| NVQ | 20 | Chico Serra        | Fittipaldi - Ford |        |                  |                 |       |

## Altres
- Pole: Alain Prost 1' 16. 356

- Volta ràpida: Michele Alboreto 1' 19. 639 (a la volta 59)